# Durchmesserlinie
Als Durchmesserlinie (auch Durchgangslinie) bezeichnet man eine durch das Ortszentrum hindurch von einem Ortsteil A zu einem Ortsteil B verlaufende durchgehende Linie des öffentlichen Personennahverkehrs. Es kann sich dabei um Schienenverkehr (Regional-, S-, U-, Straßenbahn-, Stadtbahnlinien) oder Bus-, Oberleitungsbus-Linien handeln. Da der nicht an bestimmte Schienenwege gebundene Busverkehr mehr Handlungsfreiheiten zulässt, gibt es in diesem Bereich eine größere Modellvielfalt der Liniennetze (beispielsweise sternförmige Stadtnetze oder Linienäste mit einer Ringbedienung an Endpunkten).

## Merkmale

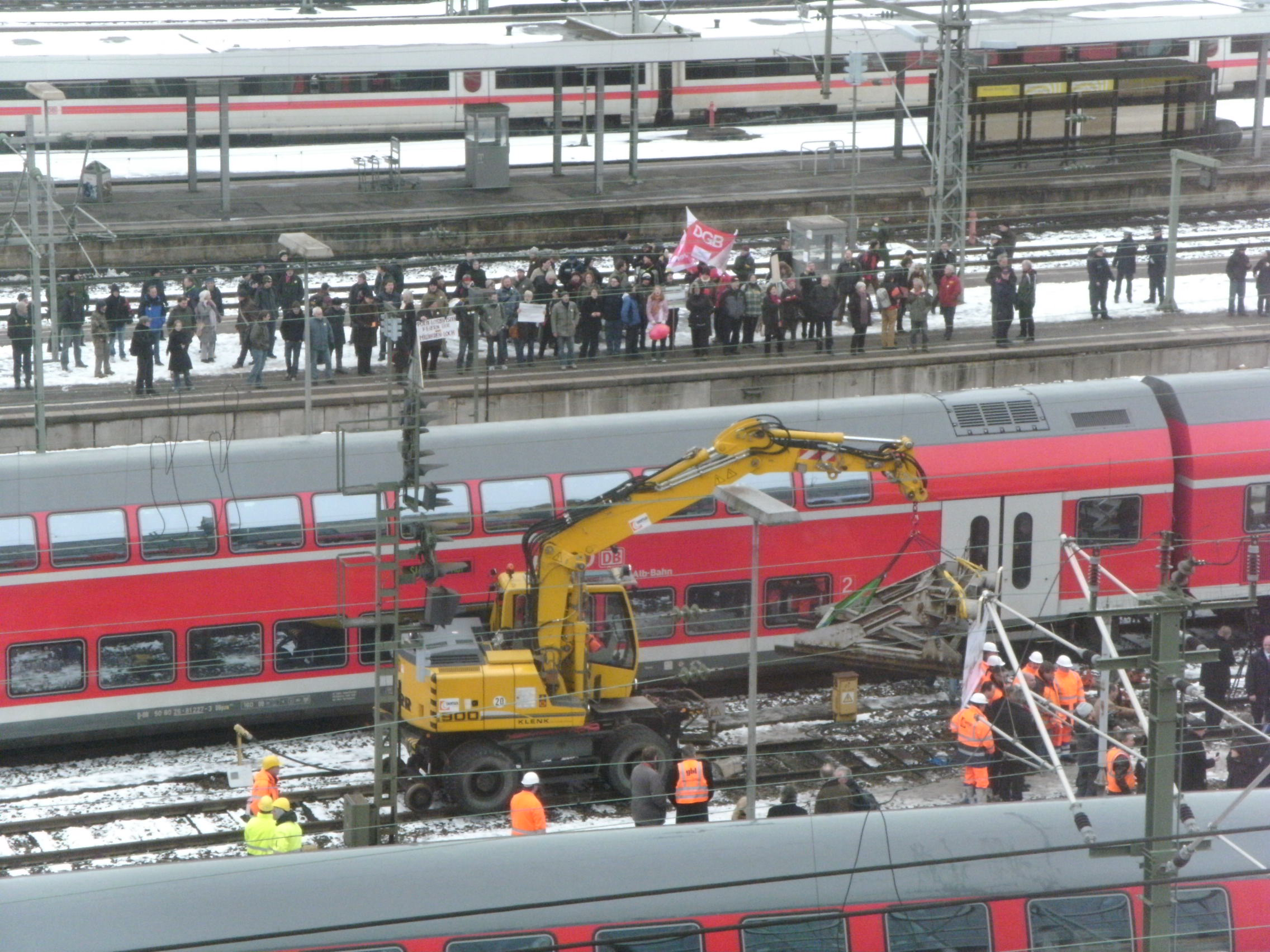
Die Prellbockanhebung symbolisierte den Beginn des Umbaus des Kopfbahnhofs Stuttgart in einen Durchgangsbahnhof.

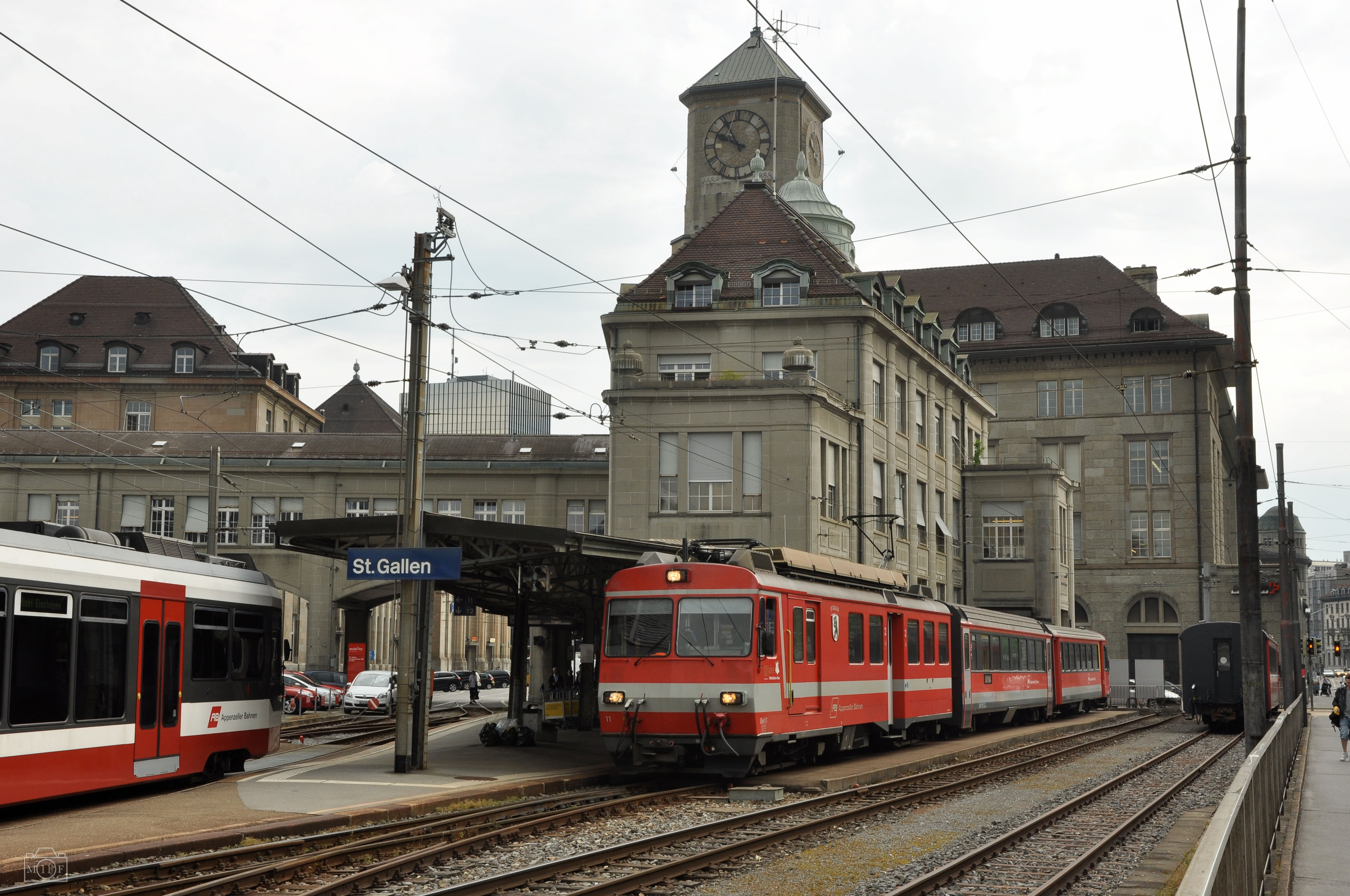
Die Durchmesserlinie Appenzell–St. Gallen–Trogen verbindet die Linie St. Gallen–Appenzell (roter Zug rechts im Bild) mit der Linie St. Gallen–Trogen (links).

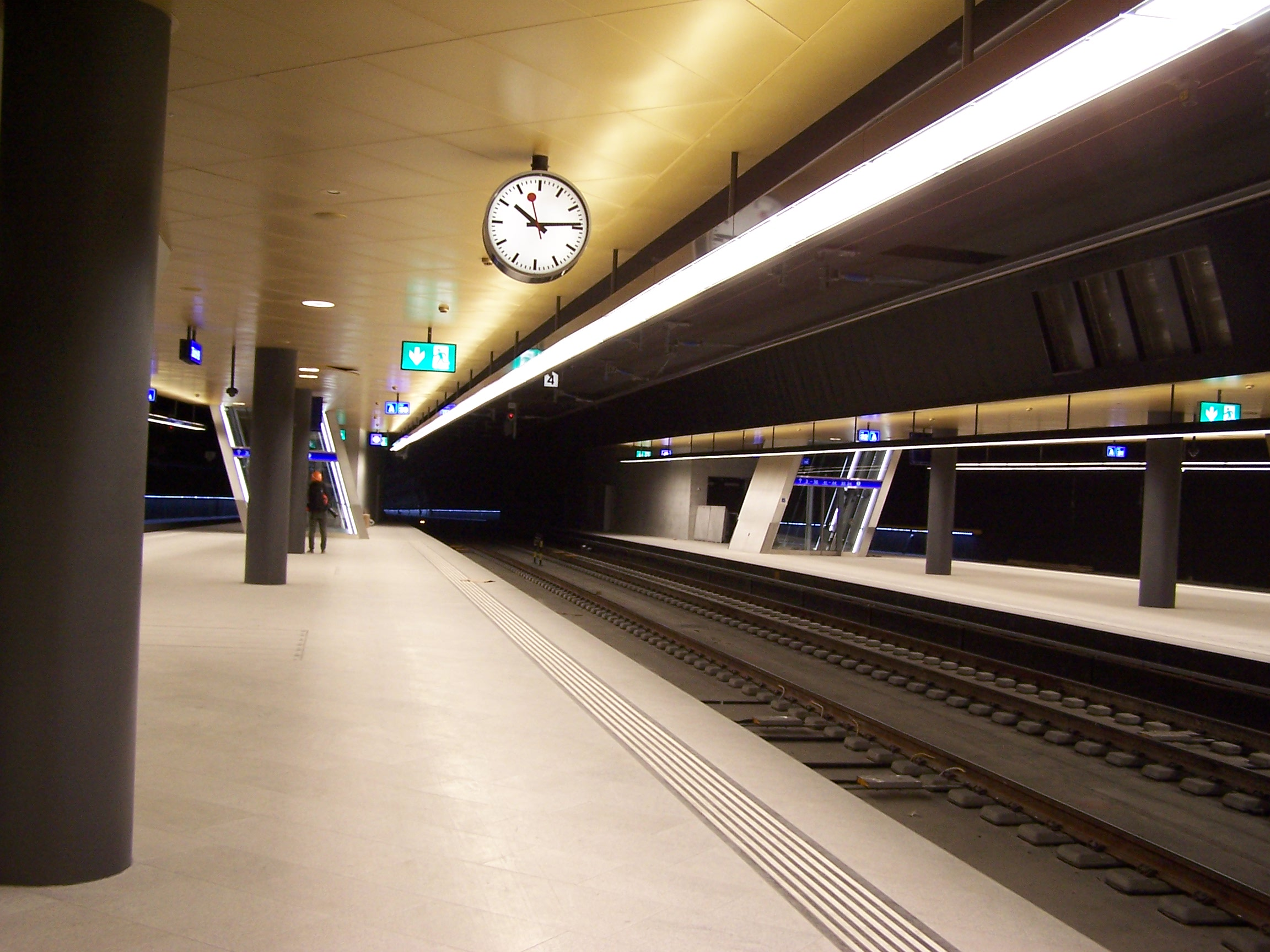
Die Durchmesserlinie Zürich hat bei der Eröffnung 2014 einen erheblichen Angebotsausbau der Zürcher S-Bahn ermöglicht.

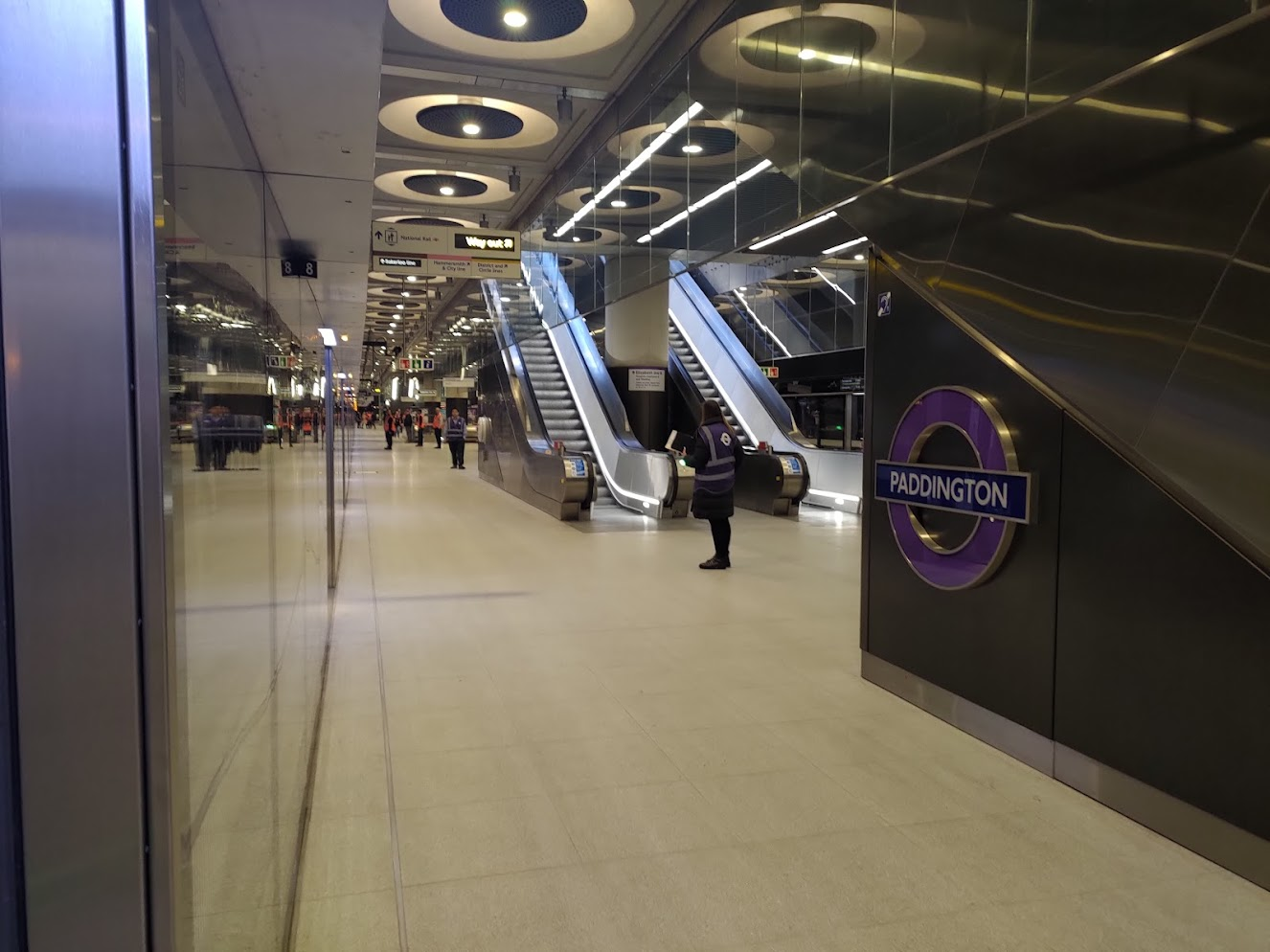
Crossrail in London ist ein Beispiel einer Durchmesserlinie außerhalb des deutschen Sprachraumes.

Mit Durchmesserlinien lassen sich gegenüber Linien mit Endziel im Ortszentrum zusätzliche Nutzungsmöglichkeiten für den öffentlichen Verkehr schaffen. Wenn bei einer Fahrt von A nach B an einer zentralen Haltestelle im Ortszentrum umgestiegen werden muss, werden zentrumsnahe Fahrten über den Umsteigepunkt hinaus schwer und zeitaufwendig. Eine durchgehende Linie bietet problemlose Fahrten auch ab einem Startpunkt wenige Haltestellen vor einer zentralen Haltestelle zu einer anderen nahe gelegenen Haltestelle im Ortszentrum.
Besondere Ortssituationen, etwa ein Bahnhof außerhalb des Ortszentrums, machen durchgehende Linien sogar zu einer unbedingten Notwendigkeit, weil sonst ein Großteil der Bahnfahrgäste im Ortsbusverkehr noch einmal zusätzlich umsteigen müsste und dadurch die Attraktivität des Angebots erheblich beeinträchtigt würde. Ähnliche Situationen sind auch bei zentrumsfernen Einkaufszentren, ärztlichen Versorgungseinrichtungen u. Ä. gegeben.
In Tarifsystemen mit Kurzstreckentarifen ohne Umsteigeberechtigung zu anderen Verkehrslinien ermöglichen durchgehende Linien ebenfalls zusätzliche Nutzungsmöglichkeiten: Der preiswertere Tarif gilt dann über den zentralen Verknüpfungspunkt hinaus.
Durchgehende Linien brauchen im Ortszentrum, wo Platz teuer und oft Mangelware ist, keine Stell- und Wendeplätze.
Auch mit dem im Zuge von Stuttgart 21 im Bau befindlichen Durchgangsbahnhof am Hauptbahnhof Stuttgart sollen bisher im Bahnhof beginnende und endende Linien durchgebunden werden.

## Bekannte Durchmesserlinien
- Durchmesserlinie Altstetten–Zürich HB–Oerlikon der Schweizerischen Bundesbahnen
- Bahnstrecke Appenzell–St. Gallen–Trogen, Durchmesserlinie der Appenzeller Bahnen (AB)